# Дебел-Дял
Дебе́л-Дял (болг. Дебел дял) — село в Габровській області Болгарії. Входить до складу общини Габрово.

## Населення
За даними перепису населення 2011 року у селі проживали 77 осіб, з них 75 осіб (97,4%) — болгари.
Розподіл населення за віком у 2011 році:
Динаміка населення: